# Escudo de armas del estado Cojedes
El Escudo de armas del Estado Cojedes, creado por Decreto del Ejecutivo Regional el 1 de enero de 1960.

## Blasonado
Círculo formado con sello circular. Dentro del campo, aparece un paisaje de la zona llanera. Sobre una alfombra circular de color rojo, y las hojas de palma que cubren sobre el círculo. Cruzando la barra (entre siniestra a diestra del escudo) aparece una cinta de plata, una vaca, varias palmas, y unas garzas volando. En el color azur, aparece una constelación de orión con color blanco o amarillo y en la zona externa, aparece un solo esplendente con cimera, y sus letras encima del escudo, "ad sum"( como grito de guerra). Una corona de laurel que circunda de sotuer y aspas. Sobre los gallardetes, que envuelve la corona y que sujetan bajo el escudo, que llevan el 28/03/1864 y 4/09/1909 en color blanco.
- Datos: Q5838437